# Balet Dworski „Cracovia Danza”
Balet Dworski „Cracovia Danza” – zawodowy zespół tańców dworskich i historycznych.                                                           

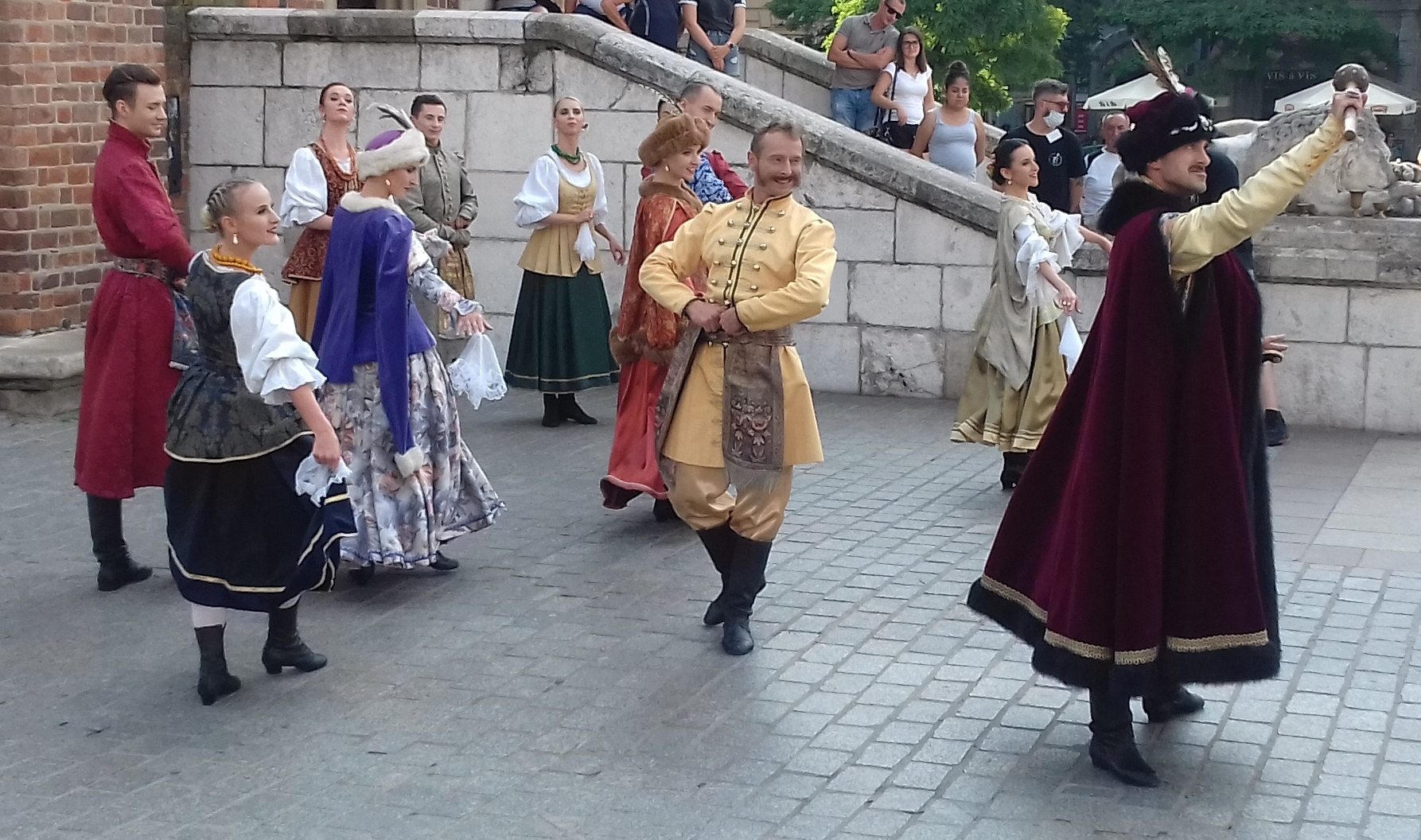
Występ baletu „Cracovia Danza” na rynku Krakowie w polskim stroju narodowym

Specjalizuje się w odtwarzaniu tradycyjnych tańców i baletów dworskich na przestrzeni wieków od średniowiecza po współczesność. Prezentowane przez zespół układy choreograficzne, kostiumy, muzyka oraz zwyczaje dworskie  nawiązują do tradycji i historii teatru tańca w Polsce i Europie. Oprócz działalności artystycznej Balet prowadzi również działalność edukacyjną promując taniec i kulturę dworską we wszystkich grupach wiekowych. Upowszechnianie wiedzy o historii tańca realizowane jest poprzez warsztaty, konferencje, publikacje, wykłady i wystawy tematyczne o zasięgu ogólnopolskim i międzynarodowym oraz z udziałem zaproszonych specjalistów. Balet Dworski „Cracovia Danza” występuje od lat na licznych scenach w kraju i za granicą. Uczestniczy w rozmaitych produkcjach operowych i baletowych oraz projektach kulturalnych.  

## Historia
Balet Dworski „Cracovia Danza” powstał w dniu 1 września 2006 roku jako Miejska Instytucja Kultury na mocy uchwały Rady Miasta Krakowa (Uchwała NR CXIV/1185/06 z dnia 5 lipca 2006). Dyrektorem Naczelnym i Artystycznym Baletu Dworskiego „Cracovia Danza” jest Romana Agnel – tancerka i choreograf, specjalizująca się w tańcach historycznych oraz charakterystycznych. Dyrektorem Organizacyjnym Baletu Dworskiego „Cracovia Danza” jest Dominika Kosek-Turowska. Balet kontynuuje działania Baletu Dworskiego „Ardente Sole” oraz działającej pod tą samą nazwą Fundacji, założonej w roku 1998 przez Romanę Agnel.
Romana Agnel jest absolwentką Społecznej Szkoły Baletowej w Krakowie (klasa prof. M. Mirockiej). Ukończyła historię sztuki na Paryskim Uniwersytecie Sorbony. We Francji poznała tańce różnych narodów, a także zdobyła specjalizacje w zakresie tańców charakterystycznych oraz historycznych („Le Ballet Légendaire d'Ile de France”, „Le Bal Paré”, VII Konserwatorium w Paryżu, „Thěâtre Baroque de France”). Jest również tancerką klasycznego tańca indyjskiego Bharata Natyam, którego uczyła się u Smt. M. K. Saroja w Madrasie.

## Podstawowe założenia
- Tworzenie i wystawianie widowisk – spektakli baletowych związanych z historią i tradycją Polski, a w szczególności Krakowa. Przybliżanie publiczności krajowej i zagranicznej polskiej sztuki tańca z repertuaru baletowego czasów Średniowiecza, Renesansu  i Baroku.
- Rozwijanie współpracy i wymiany doświadczeń z tancerzami i choreografami z Polski i z zagranicy, a także z innymi zespołami tanecznymi poprzez umożliwianie im prezentacji swoich umiejętności w ramach wybranych wydarzeń. Organizowanie spotkań i warsztatów dla tancerzy oraz osób zainteresowanych tematyką tańca historycznego i kultury dworskiej. Upowszechnianie wiedzy o tańcu poprzez organizowanie seminariów, spotkań, dyskusji oraz wystaw związanych ze sztuką tańca i dziejami kostiumu.
- Wydawanie publikacji związanych z tańcem o charakterze informacyjnym i edukacyjnym.
- Działalność edukacyjna: a) prowadzenie stałych zajęć, tworzenie programów i choreografii dostosowanych do zespołów dziecięcych i młodzieżowych;

b) szkolenie instruktorów zespołów tanecznych dziecięcych i młodzieżowych; c) prowadzenie lekcji – audycji związanych z historią tańca i prezentacją kostiumów historycznych z różnych epok.
- Prowadzenie badań nad historią tańca i baletu, odtwarzanie repertuaru baletów i tańców polskich z różnych epok.

## Repertuar
| Epoka                  | Repertuar |
| ---------------------- | --- |
| Średniowiecze          | Tańce i zabawy w czasach Średniowiecza, Legenda o Królowej Jadwidze według L. Rydla, Damy i Rycerze na wawelskim dworze |
| Renesans               | La Fortuna – Dama z łasiczką, Maskarada Królowej Bony, Ballo d’Amore, Szachy według Jana Kochanowskiego, Sąd Parysa według J. Lochera |
| Barok                  | Sobieski i Marysieńka, Karnawał Wenecki w obrazach, Ballet des Nations, Balet o kawie – J.S. Bach, Miniatury Staropolskie |
| Klasycyzm i późniejsze | Alla Polacca – tańce staropolskie w obrazach, Fin de siècle w salonie krakowskim, Taneczny Świat Chopina, Lata 20, lata 30, W starym kinie, Drogi do wolności – historia Polski w obrazach, Polska – Indie: Konwersacje, Taniec z figurami, Repertuar Karnawałowy, Barwy Polski według Karola Szymanowskiego |

## Festiwal Tańców Dworskich
Festiwal Tańców Dworskich „Cracovia Danza” to cykliczne wydarzenie odbywające się w Krakowie na przełomie lipca i sierpnia. Pomysłodawczynią i Dyrektorem Artystycznym Festiwalu jest Romana Agnel. Dworski taniec, teatr oraz muzyka prezentowane w zabytkowych przestrzeniach miasta. Festiwal po raz pierwszy zorganizowany został w 2000 roku jako jedno z wydarzeń związanych z nadaniem Krakowowi tytułu Europejskiej Stolicy Kultury. W ramach trwającego około tygodnia Festiwalu, w renesansowej Willi Decjusza-siedzibie współorganizatora wydarzenia, odbywają się warsztaty tańców dworskich prowadzone przez specjalistów z całego świata. Organizowane są również tematyczne wystawy, wykłady, koncerty i prezentacje. Podczas 2-dniowego finału rozgrywającego się w obrębie Rynku Głównego, Starego Miasta oraz Wzgórza Wawelskiego, prezentują się zespoły profesjonalne i amatorskie z różnych krajów, w tym zespół „Decius Danza” składający się z uczestników warsztatów Festiwalu Tańców Dworskich. Barwne dworskie korowody w centrum Krakowa oraz bal dla publiczności na płycie Rynku Głównego towarzyszą głównym wydarzeniom Festiwalu.
| Edycja | Rok  | Temat przewodni                                                                    |
| ------ | ---- | ---------------------------------------------------------------------------------- |
| I      | 2000 | pierwszy festiwal z okazji nadania Krakowowi tytułu „Europejskiej Stolicy Kultury” |
| II     | 2001 | „Karnawał i Bal Maskowy”                                                           |
| III    | 2002 | „Taniec dworski a poezja dworska”                                                  |
| IV     | 2003 | „Taniec dworski a teatr dworski”                                                   |
| V      | 2004 | „Dwór i taniec staropolski”                                                        |
| VI     | 2005 | „Taniec dworski w Europie Środkowej”                                               |
| VII    | 2006 | „Taniec dworski w stylu włoskim”                                                   |
| VIII   | 2007 | „Taniec dworski w Krakowie” z okazji 750-tej rocznicy Lokacji Krakowa              |
| IX     | 2008 | „Taniec dworski w krajach Orientu - Indie”                                         |
| X      | 2009 | Festiwal Jubileuszowy                                                              |
| XI     | 2010 | „Mistrzowie Tańca”                                                                 |
| XII    | 2011 | „Taniec ludowy w tańcu dworskim i balecie”                                         |
| XIII   | 2012 | „Taniec dworski w XVIII wieku”                                                     |
| XIV    | 2013 | „Dwór hiszpański”                                                                  |
| XV     | 2014 | „Muzyka i taniec dworski”                                                          |
| XVI    | 2015 | „Groteska i komedia w tańcu dworskim”                                              |
| XVII   | 2016 | „Taniec dworski w Ameryce Południowej”                                             |
| XVIII  | 2017 | „Na Dalekim Wschodzie”                                                             |
| XIX    | 2018 | „Wojna i pokój”                                                                    |
| XX     | 2019 | „Bajki,baśnie i legendy”                                                           |
| XXI    | 2020 | „Kraków tańcem malowany”                                                           |
| XXII   | 2021 | „Początek baletu w Polsce”                                                         |
| XXIII  | 2022 | „Komedia i balet”                                                                  |
| XXIV   | 2023 | "Gwiazdy, planety, kosmos a taniec dworski"                                        |